# Andrew Kawczynski
Andrew Kawczynski is een Amerikaans componist van met name filmmuziek.

## Biografie
Kawczynski is afkomstig uit de muziekscene van Los Angeles. Hij is naast componist en muzikant, bekend met het produceren van complexe melodieën en harmonieën. Ook is hij een expert in ambient, klassieke muziek en het genre klassieke crossover. Kawczynski is lid van Remote Control Productions en heeft regelmatig een samenwerking gehad met Hans Zimmer en Lorne Balfe.
Buiten de film- en televisiewereld heeft Kawczynski ook muziek gecomponeerd voor reclamecampagnes, zoals BMW en Apple.

## Filmografie
| Jaar | Titel                    | Opmerkingen                             |
| ---- | ------------------------ | --------------------------------------- |
| 2014 | The Amazing Spider-Man 2 | met Hans Zimmer als The Magnificent Six |
| 2017 | Sky Hunter               |                                         |
| 2018 | Todo mal                 |                                         |
| 2019 | The Corrupted            |                                         |
| 2019 | In Full Bloom            |                                         |
| 2020 | Go Karts                 | met Brendan Woithe                      |
| 2020 | The Eight Hundred        | met Rupert Gregson-Williams             |
| 2020 | The Sacrifice            | met Roc Chen                            |
| 2023 | Ping Pong: The Triumph   |                                         |
| 2023 | Gran Turismo             | met Lorne Balfe                         |
| 2025 | Novocaine                | met Lorne Balfe                         |

## Overige producties

### Documentaires
| Jaar | Titel         | Opmerkingen |
| ---- | ------------- | ----------- |
| 2017 | Built to Fail |             |

### Additionele muziek
Als aanvullende componist.

#### Computerspellen
| Jaar | Titel                         | Opmerkingen                     |
| ---- | ----------------------------- | ------------------------------- |
| 2011 | Rango                         | voor Lorne Balfe                |
| 2011 | Crysis 2                      | voor Hans Zimmer en Lorne Balfe |
| 2011 | Skylanders: Spyro's Adventure | voor Hans Zimmer en Lorne Balfe |
| 2011 | Assassin's Creed: Revelations | voor Lorne Balfe en Jesper Kyd  |
| 2012 | Skylanders: Giants            | voor Lorne Balfe                |
| 2012 | Assassin's Creed III          | voor Lorne Balfe                |

#### Films
| Jaar | Titel                              | Opmerkingen                                       |
| ---- | ---------------------------------- | ------------------------------------------------- |
| 2011 | Transformers: Dark of the Moon     | voor Steve Jablonsky                              |
| 2013 | Man of Steel                       | voor Hans Zimmer                                  |
| 2013 | The Lone Ranger                    | voor Hans Zimmer                                  |
| 2015 | Woman in Gold                      | voor Hans Zimmer en Martin Phipps                 |
| 2015 | Chappie                            | voor Hans Zimmer                                  |
| 2015 | Terminator Genisys                 | voor Lorne Balfe                                  |
| 2016 | The 5th Wave                       | voor Henry Jackman                                |
| 2016 | Batman v Superman: Dawn of Justice | voor Hans Zimmer en Junkie XL                     |
| 2016 | The Last Face                      | voor Hans Zimmer                                  |
| 2016 | Inferno                            | voor Hans Zimmer                                  |
| 2017 | Rings                              | voor Matthew Margeson                             |
| 2017 | Wonder Woman                       | voor Rupert Gregson-Williams                      |
| 2017 | Dunkirk                            | voor Hans Zimmer                                  |
| 2018 | Aquaman                            | voor Rupert Gregson-Williams                      |
| 2021 | Dune                               | voor Hans Zimmer                                  |
| 2022 | Top Gun: Maverick                  | voor Hans Zimmer, Harold Faltermeyer en Lady Gaga |
| 2022 | Hocus Pocus 2                      | voor John Debney                                  |
| 2024 | Dune: Part Two                     | voor Hans Zimmer                                  |

#### Televisieseries
| Jaar | Titel    | Opmerkingen      |
| ---- | -------- | ---------------- |
| 2012 | Restless | voor Lorne Balfe |

#### Documentaires
| Jaar | Titel    | Opmerkingen      |
| ---- | -------- | ---------------- |
| 2018 | Believer | voor Hans Zimmer |